# Olindiidae
Famille
Les Olindiidae constituent une famille de limnoméduse (hydrozoaires).

## Liste d'espèces
Selon World Register of Marine Species (22 septembre 2015) :
- genre Aglauropsis Mueller, 1865
- genre Astrohydra Hashimoto, 1981
- genre Calpasoma Fuhrmann, 1939

Anatomie d'une Olindias formosa

- genre Craspedacusta Lankester, 1880
- genre Cubaia Mayer, 1894
- genre Eperetmus Bigelow, 1915
- genre Gonionemus A. Agassiz, 1862
- genre Gossea L. Agassiz, 1862
- genre Hexaphilia Gershwin & Zeidler, 2003
- genre Keralica Khatri, 1984
- genre Limnocnida Günther, 1893
- genre Maeotias Ostroumoff, 1896
- genre Mansariella Malhotra, Duda & Jyoti, 1976
- genre Nuarchus Bigelow, 1912
- genre Olindias Müller, 1861
- genre Scolionema Kishinouye, 1910
- genre Vallentinia Browne, 1902

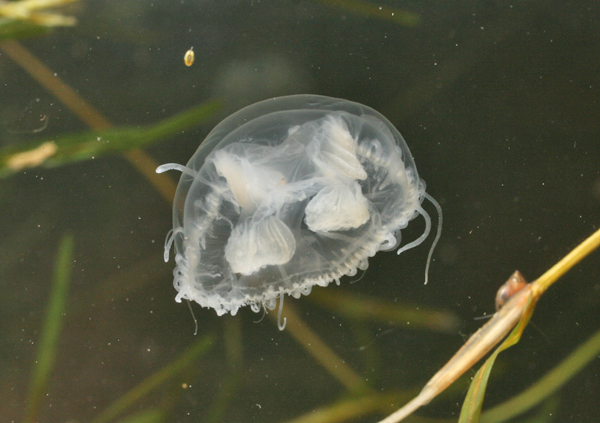
Craspedocustra sowerbi
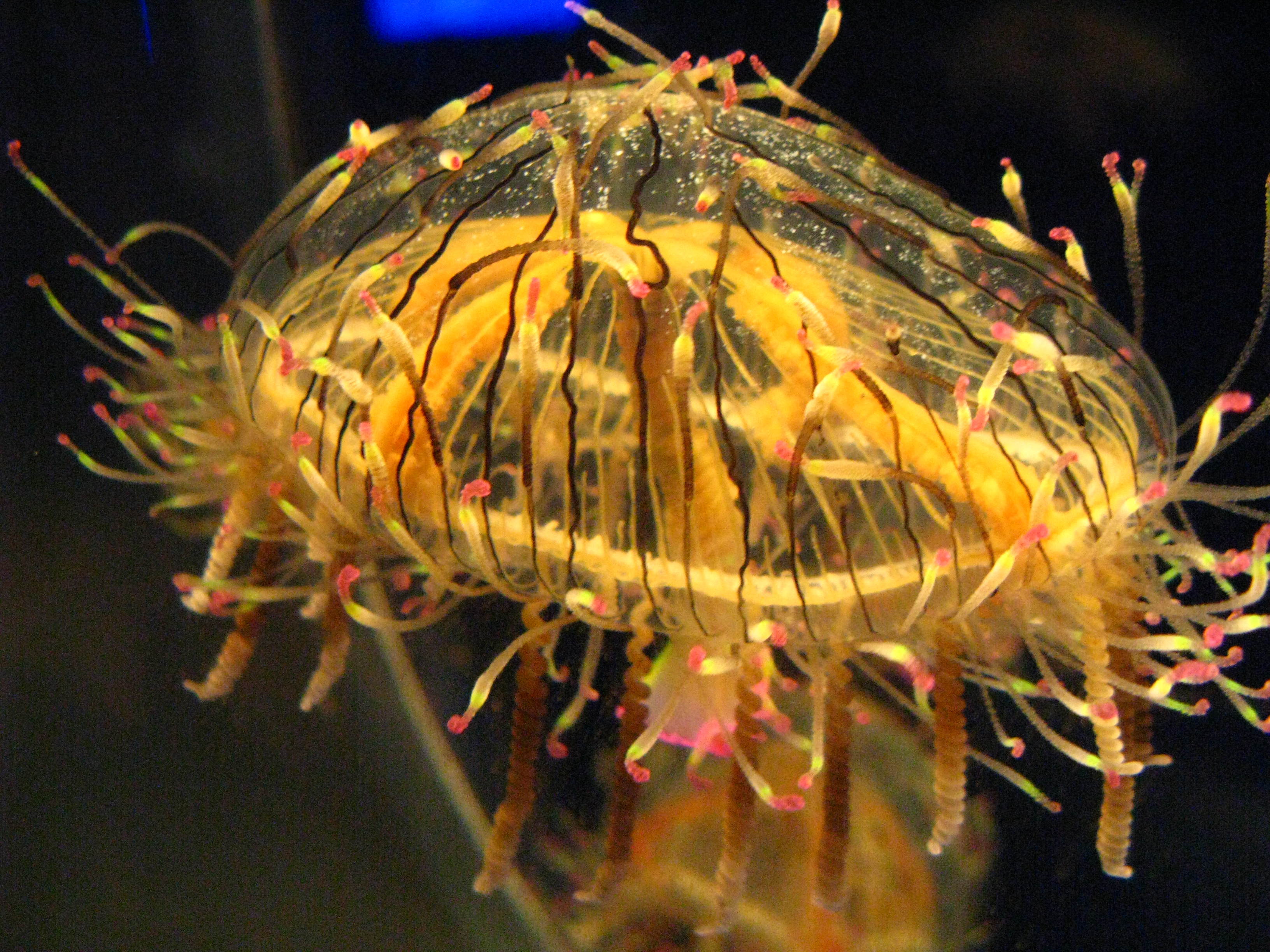
Olindias formosa